# Lannion Football Club
Maillots
Le Lannion Football Club est un club de football français fondé le 9 juin 2000 et situé à Lannion, en Bretagne. Depuis 2012, le club évolue en National 3, cinquième niveau du football français.
Le Lannion Football Club est issu de la fusion de deux clubs de la ville : l'Union Sportive Lannionnaise et le Stade lannionnais. Il a notamment remporté trois fois le championnat de Bretagne : en 2002, 2010 et 2012.

## Repères historiques

### La genèse du Lannion FC
Dès le début du XXe siècle, comme dans de nombreuses villes françaises, le football lannionnais est le théâtre d'une opposition entre laïcs et catholiques, représentés respectivement par l'Union Sportive Lannionnaise et le Stade lannionnais. Ce dernier connaît brièvement la Division 4 dans les années 1980. À l'issue de la saison 1999-2000, alors qu'ils évoluent tous deux en Division d'Honneur, les deux clubs décident de fusionner. L'USL vient alors de manquer de peu la montée en CFA 2, terminant 2e du championnat. Le Stade lannionnais suit de près, à la 4e place. Le 9 juin 2000, le Lannion Football Club naît officiellement. Frédéric Corre et Philippe Cousyn assurent alors la coprésidence.
Loïc Jouan, entraîneur de l'USL depuis sept saisons, prend place sur le banc.

### La première montée enCFA 2
Au bout de sa deuxième saison d'existence, le LFC obtient son premier titre de champion de Bretagne et accède alors en CFA 2. Le club reste deux saisons à ce niveau, puis redescend en Division d'Honneur. C'est à ce moment que Loïc Jouan quitte Lannion. Il est remplacé par Philippe Guibert, en provenance de Paimpol. Un an auparavant, le duo de présidents avait laissé sa place à Lucien Cornic à la tête du club.

### Une période instable
En ne prenant que la 5e place, Lannion manque la remontée immédiate en CFA 2. La saison 2005-2006 s'annonce encore plus délicate. En septembre, Philippe Guibert démissionne et est remplacé par Dominique Le Marchand. Les Lannionnais ne parviennent pas à rattraper un début de saison difficile, et le club chute en Division supérieure d'élite au printemps. C'est le moment que choisit Lucien Cornic pour faire venir un jeune entraîneur-joueur âgé de seulement 25 ans : Maxime d'Ornano. Épaulé par Erwan Douarin, il a pour mission de ramener le club trégorrois au plus haut niveau régional. Objectif atteint : avec seulement trois défaites au cours de la saison 2006-2007, le LFC retrouve la Division d'Honneur. À noter qu'au cours de cette même saison, Lannion affronte les professionnels d'En Avant de Guingamp à l'occasion du 7e tour de la Coupe de France. Au stade de Roudourou, les Guingampais l'emportent 3-0.

### Une deuxième montée enCFA 2
Pour un promu, le LFC réalise une bonne saison 2007-2008 en obtenant la 3e place du championnat. Le Lannion Football Club termine ensuite la saison 2008-2009 à la 6e place. En Coupe de France, il se fait éliminer de justesse au 7e tour par les professionnels du Stade brestois (0-0, 9 tirs au but à 10).
L'année suivante, il retrouve les hauteurs du championnat. Le 24 mai 2010, le hasard du calendrier fait jouer une "finale" aux Trégorrois : la montée se joue entre eux et la réserve du Vannes Olympique Club, et c'est justement le club morbihannais qui se rend au stade René-Guillou lors de la dernière journée. Grâce à des buts de Corentin Le Maillot et David Robinet, les Lannionnais l'emportent 2-0  et obtiennent leur second titre de champion de Bretagne.

### Aux portes duCFA
Les retrouvailles du Lannion Football Club avec la cinquième division nationale sont difficiles : pour un point, le club ne parvient pas à finir le championnat en dehors de la zone rouge et retourne en DH. Il s'agit d'un retour express puisqu'un an plus tard, avec seulement une défaite en 26 journées, le club costarmoricain remporte, pour la troisième fois, le championnat breton. De façon inattendue, le promu va même disputer la course à l'accession en CFA, mais une défaite à domicile contre Locminé lors de l'avant-dernière journée annihile toutes les chances de la formation trégorroise qui échoue finalement à deux points du leader, l'AS Vitré.
Depuis, en ayant navigué entre la 9e et la 12e place entre 2014 et 2017, le Lannion Football Club tente de ne pas redescendre en Division d'Honneur. Par ailleurs, en mai 2014, Lucien Cornic quitte la présidence du club. Philippe Cousyn lui succède, cette fois seul aux commandes. Trois ans plus tard, c'est sur le banc que le changement s'opère : après onze années au poste d'entraîneur, Maxime d'Ornano quitte le club et est remplacé par un duo composé de Gilles Davai et Rémy Le Bourdoulous .

## Le stade René-Guillou

### Qui était René Guillou?
Footballeur au Stade lannionnais, René Guillou fut également membre du conseil municipal de Lannion de 1959 à 1989, et même adjoint au maire Henri Blandin dans les années 1960. Il est décédé en 1992.

### Un stade inauguré en 2008
Le nouveau stade René-Guillou est inauguré le 20 septembre 2008 en présence de Jean-Pierre Escalettes, alors président de la Fédération française de football. Située en périphérie de Lannion, au nord de la ville, cette enceinte succède à deux stades aujourd'hui détruits et situés en centre-ville : le stade du Forlac'h, utilisé auparavant par l'US Lannion, et l'ancien stade René-Guillou (ou Park-Nevez), où le Stade lannionnais jouait la plupart de ses matchs.
Le nouveau complexe est doté d'une seule tribune de 400 places assises et de deux terrains synthétiques : le terrain d'honneur et un terrain d'entraînement.
Le stade René-Guillou est capable d'accueillir jusqu'à 1 500 spectateurs.
La pelouse synthétique du terrain d'honneur a été remplacée au mois de juillet 2020.

## Palmarès

### Championnat
- Champion de DH Bretagne : 2002, 2010 et 2012.
- Vainqueur du Groupe A de la DSE Bretagne : 2007.

### Coupe de France
Le 8 janvier 2023, le club participe aux 32èmes de finale de la Coupe de France de football 2022-2023 et s'incline 7 buts à 1 sur le pelouse du Stade de Roudourou face au Toulouse Football Club, futur vainqueur de la compétition.

#### Détails de la recontre
| 8 janvier 2023 | Lannion FC (N3) | 1 - 7   | Toulouse FC (L1)                                                                                        | Stade de Roudourou, Guingamp                                                                          | |
| 18h00          | Haug 36e (csc)  | (1 - 3) | 12e Skyttä · 32e Begraoui · 39e 75e Dallinga · 57e Birmančević · 66e (csc) Boisvilliers · 81e Spierings | Spectateurs : 6 300 Diffuseur : beIN Sports 1 (multiplex), beIN Sports MAX 5 Arbitrage : Ruddy Buquet | Spectateurs : 6 300 Diffuseur : beIN Sports 1 (multiplex), beIN Sports MAX 5 Arbitrage : Ruddy Buquet |
| 18h00          |                 | Rapport | 85e van den Boomen                                                                                      | Spectateurs : 6 300 Diffuseur : beIN Sports 1 (multiplex), beIN Sports MAX 5 Arbitrage : Ruddy Buquet | Spectateurs : 6 300 Diffuseur : beIN Sports 1 (multiplex), beIN Sports MAX 5 Arbitrage : Ruddy Buquet |

## Bilan sportif

### DH (2000-2002)
| Saison    | Classement final | Pts | J  | G  | N | P | BP | BC | Diff |
| --------- | ---------------- | --- | -- | -- | - | - | -- | -- | ---- |
| 2000-2001 | 4e               | 67  | 26 | 12 | 5 | 9 | 45 | 37 | +8   |
| 2001-2002 | 1er              | 19  | 26 | 15 | 8 | 3 | 43 | 26 | +17  |

### CFA2 (2002-2004)
| Saison    | Classement final | Pts | J  | G | N  | P  | BP | BC | Diff |
| --------- | ---------------- | --- | -- | - | -- | -- | -- | -- | ---- |
| 2002-2003 | 12e              | 64  | 30 | 8 | 10 | 12 | 27 | 28 | -1   |
| 2003-2004 | 15e              | 57  | 30 | 6 | 9  | 15 | 35 | 47 | -12  |

### DH (2004-2006)
| Saison    | Classement final | Pts | J  | G  | N | P  | BP | BC | Diff |
| --------- | ---------------- | --- | -- | -- | - | -- | -- | -- | ---- |
| 2004-2005 | 5e               | 67  | 26 | 11 | 8 | 7  | 44 | 33 | +11  |
| 2005-2006 | 12e              | 26  | 26 | 6  | 6 | 14 | 30 | 46 | -16  |

### DSE (2006-2007)
| Saison    | Classement final | Pts | J | G | N | P | BP | BC | Diff |
| --------- | ---------------- | --- | - | - | - | - | -- | -- | ---- |
| 2006-2007 | 1er              |     |   |   |   |   |    |    |      |

### DH (2007-2010)
| Saison    | Classement final | Pts | J  | G  | N | P  | BP | BC | Diff |
| --------- | ---------------- | --- | -- | -- | - | -- | -- | -- | ---- |
| 2007-2008 | 3e               | 73  | 26 | 13 | 8 | 5  | 32 | 24 | +8   |
| 2008-2009 | 6e               | 64  | 26 | 11 | 5 | 10 | 30 | 24 | +6   |
| 2009-2010 | 1er              | 82  | 26 | 18 | 2 | 6  | 61 | 28 | +33  |

### CFA2 (2010-2011)
| Saison    | Classement final | Pts | J  | G | N  | P  | BP | BC | Diff |
| --------- | ---------------- | --- | -- | - | -- | -- | -- | -- | ---- |
| 2010-2011 | 13e              | 67  | 30 | 9 | 10 | 11 | 37 | 43 | -6   |

### DH (2011-2012)
| Saison    | Classement final | Pts | J  | G  | N | P | BP | BC | Diff |
| --------- | ---------------- | --- | -- | -- | - | - | -- | -- | ---- |
| 2011-2012 | 1er              | 89  | 26 | 19 | 6 | 1 | 62 | 18 | +44  |

### CFA2 (2012-2017)
| Saison    | Classement final | Pts | J  | G  | N | P  | BP | BC | Diff |
| --------- | ---------------- | --- | -- | -- | - | -- | -- | -- | ---- |
| 2012-2013 | 2e               | 69  | 26 | 12 | 7 | 7  | 39 | 31 | +8   |
| 2013-2014 | 10e              | 61  | 26 | 11 | 4 | 11 | 36 | 39 | -3   |
| 2014-2015 | 9e               | 61  | 26 | 9  | 8 | 9  | 31 | 37 | -6   |
| 2015-2016 | 12e              | 53  | 26 | 7  | 6 | 13 | 28 | 38 | -10  |
| 2016-2017 | 12e              | 28  | 26 | 7  | 7 | 12 | 28 | 10 | -12  |

### National 3 (depuis 2017)
| Saison    | Classement final | Pts | J  | G  | N | P  | BP | BC | Diff |
| --------- | ---------------- | --- | -- | -- | - | -- | -- | -- | ---- |
| 2017-2018 | 7e               | 38  | 26 | 10 | 8 | 8  | 44 | 34 | +10  |
| 2018-2019 | 12e              | 24  | 26 | 7  | 3 | 16 | 41 | 58 | -17  |
| 2019-2020 | 10e              | 18  | 18 | 3  | 9 | 6  | 19 | 23 | -4   |
| 2020-2021 | 11e              | 3   | 5  | 1  | 0 | 1  | 12 | 12 | -7   |
| 2021-2022 | 9e               | 38  | 26 | 11 | 5 | 10 | 48 | 40 | +8   |
| 2022-2023 | 6e               | 37  | 26 | 10 | 7 | 9  | 42 | 34 | +8   |
| 2023-2024 | 7e               | 37  | 26 | 11 | 4 | 11 | 35 | 35 | 0    |
| 2024-2025 | 11e              | 30  | 26 | 7  | 9 | 10 | 30 | 38 | -8   |

## Personnalités du club

### Historique des présidents
| Nom                               | Période     |
| --------------------------------- | ----------- |
| Frédéric Corre et Philippe Cousyn | 2000-2003   |
| Lucien Cornic                     | 2003-2014   |
| Philippe Cousyn                   | 2014-2024   |
| Gwénaël Hulo                      | depuis 2024 |

### Historique des entraîneurs
| Nom                                | Période             |
| ---------------------------------- | ------------------- |
| Loïc Jouan                         | 2000-2004           |
| Philippe Guibert                   | 2004-septembre 2005 |
| Dominique Le Marchand              | septembre 2005-2006 |
| Maxime d'Ornano                    | 2006-2017           |
| Gilles Davai / Rémy Le Bourdoulous | 2017-2019           |
| Rémy Le Bourdoulous                | 2019-2023           |
| Nicolas Laspalles                  | 2023-dec. 2024      |
| Yann Bechen                        | janv. 2025-         |

### Joueurs emblématiques
- Denis-Will Poha
- Pierre-Yves André (Joueur de l'US Lannion -avant la fusion-)
- Guy Stéphan (Joueur du stade Lannionnais entre 1974 et 1976)
- Sylvain Prat
- Karim Achahbar
- Jean-Paul Rabier (Joueur du stade Lannionnais)
- Jean-Pierre Darchen (Joueur du stade Lannionnais)

## Image et identité

### Couleurs
Le Lannion Football Club, fièrement ancré dans ses racines bretonnes, arbore un maillot bleu lors de ses matchs à domicile. Ce bleu, symbole de la mer qui borde la région, est devenu une véritable signature pour le club au fil des ans. C'est dans cette tenue que les joueurs du Lannion FC affrontent leurs adversaires sur le terrain du stade René-Guillou.
Lors des matchs à l'extérieur, le club adopte une approche plus flexible. Selon la couleur des maillots de l'équipe recevante, le Lannion FC opte pour son traditionnel maillot bleu ou change pour une tenue jaune.

### Logos
À partir de la saison 2024-2025, le logo initial du Lannion FC est remplacé par un nouveau logo « modernisé ».

Logo du Lannion FC (depuis 2024)